# Karl-Gerät
I Karl-Gerät erano una serie di mortai da assedio semoventi in forza all'esercito tedesco, concepiti durante la seconda metà degli anni trenta per sfondare la linea difensiva francese Maginot e utilizzati per reprimere la rivolta di Varsavia nel 1944. Entrati in servizio quando la Francia era già stata conquistata, furono impiegati in poche occasioni e alla fine della guerra furono per lo più distrutti dagli stessi tedeschi.

## Sviluppo

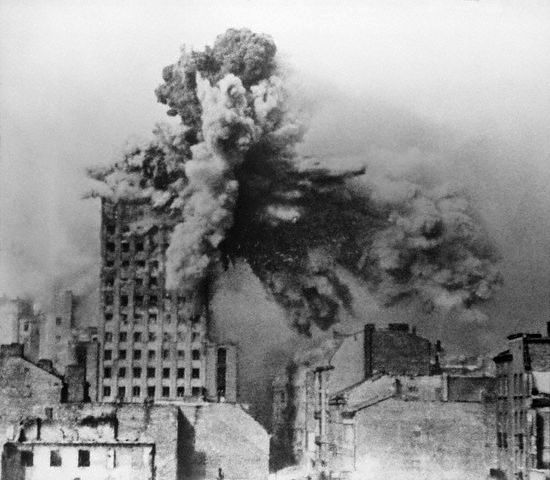
Un palazzo a Varsavia colpito da una granata da 2 tonnellate il 28 agosto 1944, durante l'omonima rivolta

Il progetto iniziale venne sottoposto all'Alto Comando tedesco nel 1936, in quanto un obice di grandi dimensioni era considerato utile per sfondare la linea Maginot che proteggeva quasi per intero il confine francese. La realizzazione di queste artiglierie da 60 cm fu posta sotto la direzione del generale Karl Beker, da cui poi presero il nome. La successiva capitolazione della Francia in tempi più brevi del previsto fece slittare in secondo piano la realizzazione dei primi pezzi, i quali furono consegnati tra il novembre 1940 e l'agosto 1941.
Questi obici erano stati progettati per essere montati su diversi veicoli approntati in loco, ma le rilevazioni dimostrarono che tale procedimento era troppo lungo e coinvolgeva più uomini del previsto. Per questo motivo si scelse di applicarli in maniera fissa su dei mezzi cingolati creati appositamente. Ad ogni pezzo di artiglieria venne dato in appoggio una squadra di 3 Panzer IV modificati (Munitionsschlepper, ovvero "portamunizioni" in tedesco) con dei pianali per il trasporto munizioni e con delle gru al posto delle torrette per poter trasferire i proiettili d'artiglieria sui Karl-Gerät.
La propulsione dei veicoli era affidata a dei motori benzina Daimler-Benz modello MB 503 A o diesel 507 C, entrambi a 12 cilindri; gli apparati potevano spingere il mezzo a una velocità massima di 10 km/h. Ciò non garantiva tratti di percorrenza elevati, motivo per cui fu costruito uno speciale vagone ferroviario in grado di spostare il semovente smontato in tempi brevi sui vari teatri operativi. Quando si impiegava il mortaio, il telaio veniva fatto poggiare a terra per meglio distribuire il rinculo dopo lo sparo. Il terreno doveva essere però compatto, in quanto un suolo soffice avrebbe fatto affondare il mezzo a causa del peso eccessivo. La portata dell'obice equipaggiato sul semovente G040 con canna da 60 cm era di quasi 5 chilometri, mentre il G041, dopo un aggiornamento nel 1942, venne messo in condizione di sparare proiettili da 54 cm fino a un raggio di 11.000 metri. Le loro dimensioni e il peso di 124 tonnellate erano tali che divennero i più grandi semoventi d'artiglieria costruiti nella storia militare. Le canne erano tra loro intercambiabili ed il veicolo II venne catturato dagli americani con una canna da 60 cm, mentre il V con una da 54.

## Impiego operativo
I semoventi furono integrati con i loro mezzi appoggio nell'833º battaglione di artiglieria pesante. Le loro dimensioni e le difficoltà di spostamento che comportavano resero necessario il loro utilizzo in poche operazioni belliche, come l'assedio di Sebastopoli avvenuto tra il tardo 1941 e l'estate 1942 oppure nel corso della rivolta di Varsavia del 1944.
Durante l'operazione Barbarossa, i Karl-Gerät furono utilizzati per bombardare la fortezza di Brėst, ma durante le operazioni di sparo ebbero diversi problemi tecnici che li misero fuori combattimento. I semoventi entrarono in azione per l'ultima volta durante la battaglia di Remagen senza molto successo: successivamente, diversi mezzi furono catturati dall'esercito statunitense e dall'Armata Rossa.